# Stone Cold (film, 1991)
 (décembre 2023).
Pour plus de détails, voir Fiche technique et Distribution.
Stone Cold est un film américain réalisé par Craig R. Baxley, sorti en 1991.

## Synopsis
Joe Huff policier de l'Alabama a été suspendu pour violence excessive. Après avoir arrêté un vol dans un supermarché, Lance Dockery agent du FBI le convoque et l'emmène rencontrer l'agent spécial Frank Cunningham. Cunningham fait chanter Joe en menaçant de transformer la suspension de trois semaines de Joe en six mois sans salaire.
Cunningham veut que Joe aille dans le Mississippi infiltrer la Confrérie, un gang de motards suprémacistes blancs lié aux meurtres de fonctionnaires du gouvernement et soupçonné de trafic de drogue avec la mafia. La Confrérie est dirigée par Chains Cooper.
Joe se fait passer pour John Stone. Chargé de tuer un homme pour son initiation, Joe demande l'aide du FBI pour simuler le meurtre et est accepté dans la Confrérie. Cependant, le bras droit de Chains, Ice Hensley, ne fait pas confiance à Joe et tente de le démasquer, ce qui entraîne la mort d'Ice dans une course-poursuite à moto à grande vitesse.
Joe apprend que l'objectif de la Confrérie est d'éliminer Brent "The Whip" Whipperton, un procureur de district candidat au poste de gouverneur du Mississippi, qui a promis de sévir contre le crime. La Confrérie prévoit d'utiliser des armes militaires volées pour prendre d'assaut la Cour suprême du Capitole de l'État du Mississippi, où l'un des leurs est jugé pour meurtre, et d'assassiner Whipperton et les juges.
Lorsque la petite amie de Chains, Nancy, apprend par hasard l'identité de Joe, il lui offre l'immunité si elle coopère avec le FBI. Bien que réticente au début, Nancy accepte son offre, mais ils sont découverts lorsque l'homme que Joe avait soi-disant tué lors d'une initiation revient. Chains tire sur Nancy et la tue, puis attache une bombe sur la poitrine de Joe et le fait attacher dans un hélicoptère en route vers le Capitole.
Joe s'échappe et prend le contrôle de l'hélicoptère. Dans la salle d'audience, Chains récupère un fusil automatique caché et tue un agent du gouvernement, deux agents de sécurité, tous les juges et Whipperton.
Joe maîtrise Chains et le livre aux autorités. Chains se libère, vole un revolver à un officier et vise Joe. Cependant, Lance intervient et tire sur Chains à deux reprises, l'envoyant tomber d'une balustrade et mourir.
Le dernier plan du film montre Joe sortant du palais de justice tandis que les agents du SWAT prennent d'assaut le bâtiment.

## Fiche technique
- Titre original et français : Stone Cold
- Réalisation : Craig R. Baxley
- Scénario : Walter Doniger
- Photographie : Alexander Gruszynski
- Montage : Mark Helfrich
- Musique : Sylvester Levay
- Production : Yoram Ben Ami
- Pays d'origine : États-Unis
- Format : Couleurs - 1,85:1 - Mono
- Genre : Action
- Durée : 95 minutes
- Date de sortie : 1991

## Distribution
- Brian Bosworth : le détective Joe Huff / John Stone
- Lance Henriksen : "Chains" Cooper
- William Forsythe : "Ice" Hensley
- Arabella Holzbog : Nancy
- Sam McMurray : l'agent de FBI Lance Dockery
- Richard Gant : l'agent de FBI en charge Frank Cunningham
- David Tress : le procureur Brent "The Whip" Whipperton
- Illana Diamant (en) : l'officier Sharon

## Distinctions
- 1 prix nommé au Razzie Awards en 1992 :
  - pire révélation (Brian Bosworth)